# Hanneke Oosterwegel
Hanneke Oosterwegel (* 10. Dezember 1996 in Diepenveen) ist eine niederländische Leichtathletin, die sich auf den Sprint spezialisiert hat.

## Sportliche Laufbahn
Hanneke Oosterwegel studierte an der Northern State University in den Vereinigten Staaten und sammelte 2022 erste Erfahrungen bei internationalen Meisterschaften, als sie bei den Weltmeisterschaften in Eugene mit der niederländischen 4-mal-400-Meter-Staffel im Vorlauf disqualifiziert wurde. 
2022 wurde Oosterwegel niederländische Meisterin im 400-Meter-Lauf.

## Persönliche Bestleistungen
- 400 Meter: 53,44 s, 27. Juni 2021 in Breda
  - 400 Meter (Halle): 54,97 s, 22. Februar 2020 in Apeldoorn